# 2004年宜興客運罷工事件
台灣宜蘭縣宜興客運公司由於在2003年10月至12月間積欠薪資共約新台幣七百萬元，部份員工被積欠的薪資甚至達新台幣20萬元，導致工會會員在員工大會中決定自2004年1月1日起罷工。此起罷工抗爭持續至2004年1月12日結束。

## 抗爭進程
- 2003年10月18日：宜興客運員工以集體請假方式罷駛，宜興客運財務部經理林錦旗承諾儘快發放2003年8月份薪資：「今天先發8月份，9月、10月在11月分兩次償還。」

- 2004年1月1日：宜興客運工會表示將開始無限期罷工，宜興客運24條路線全面停駛，70多名員工聚集在停車場拉起白布條抗議。負責協調的交通部公路總局宜蘭監理站表示，這次罷駛係出於資方未依協議如期發薪，將依《汽車運輸業管理規則》開罰，並由國光客運調撥30輛車接駛罷駛的路線。宜興客運則強調，並非無錢發薪，而是被勞工保險局和銀行以行政執行命令扣住補助款新台幣九百多萬元，不得不積壓駕駛的薪水。

- 2004年1月3日：宜興客運工會派代表向當時民進黨立法委員陳金德陳情，要求交通部將原定於15日撥發之「偏遠道路補助款」提前撥予宜興客運，讓資方補發欠薪。

- 2004年1月4日：宜興客運工會至宜蘭縣議會前，欲向當時行政院長游錫堃陳情，但遭警方阻擋。

- 2004年1月5日：宜興客運工會至宜蘭監理站陳情，要求專案核撥交通部之SARS期間相關補助款新台幣150萬元，其中有30%屬於員工補助款。

- 2004年1月7日：勞資協商召開，宜興客運董事長同意按月攤還欠薪；宜興客運工會則表示，須待薪資確實撥入帳戶，方停止抗爭。

- 2004年1月10日：宜興客運的偏遠道路補助款新台幣470餘萬元入帳，轉為員工薪資後仍欠新台幣100萬元。宜興客運工會表示，須待SARS期間相關補助款轉為薪資撥入，方停止抗爭。

- 2004年1月12日：宜興客運董事會允諾緊急調借現金新台幣200萬元，或用即將撥下的SARS期間相關補助款支付欠薪，並讓司機先領。為期12天的罷工至此告終。當天下午，宜興客運車輛維修人員已進廠工作，部份車輛也開往監理站驗車。

- 2004年6月1日：宜興客運工會決定無限期罷駛，輪胎維修廠商赴宜興客運拆輪胎抵債。宜興客運工會代表葉素月說︰「如果處理好，我們絕對馬上開車；問題不處理好，我們會無限期罷駛。」